# Le Fossé
Le Fossé är en kommun i departementet Seine-Maritime i regionen Normandie i norra Frankrike. Kommunen ligger i kantonen Forges-les-Eaux som tillhör arrondissementet Dieppe. År 2018 hade Le Fossé 495 invånare.

## Befolkningsutveckling
Antalet invånare i kommunen Le Fossé
| Referens: INSEE |